# مارتا بالوغ
مارتا بالوغ (بالمجرية: Balogh Márta)‏ مواليد 2 مارس 1943 في بودابست، هي لاعبة كرة يد مجرية معتزلة. مثلت منتخب المجر لكرة اليد للسيدات في 42 مباراة. حققت المركز الأول في بطولة العالم لكرة اليد للسيدات 1965.

## الميداليات
| الميدالية | المسابقة                            |
| --------- | ----------------------------------- |
| ذهبية     | بطولة العالم لكرة اليد للسيدات 1965 |